# Jim Peplinski
James Desmond „Jim“ Peplinski (* 24. Oktober 1960 in Renfrew, Ontario) ist ein ehemaliger kanadischer Eishockeyspieler, der während seiner aktiven Karriere zwischen 1977 und 1989 sowie einem kurzen Comeback im Jahr 1995 unter anderem 810 Spiele für die Calgary Flames in der National Hockey League auf der Position des rechten Flügelstürmers bestritten hat. Im Verlauf seiner Karriere gewann er im Jahr 1989 mit Calgary den Stanley Cup und nahm mit der kanadischen Olympiaauswahl an den Olympischen Winterspielen 1988 teil.

## Karriere

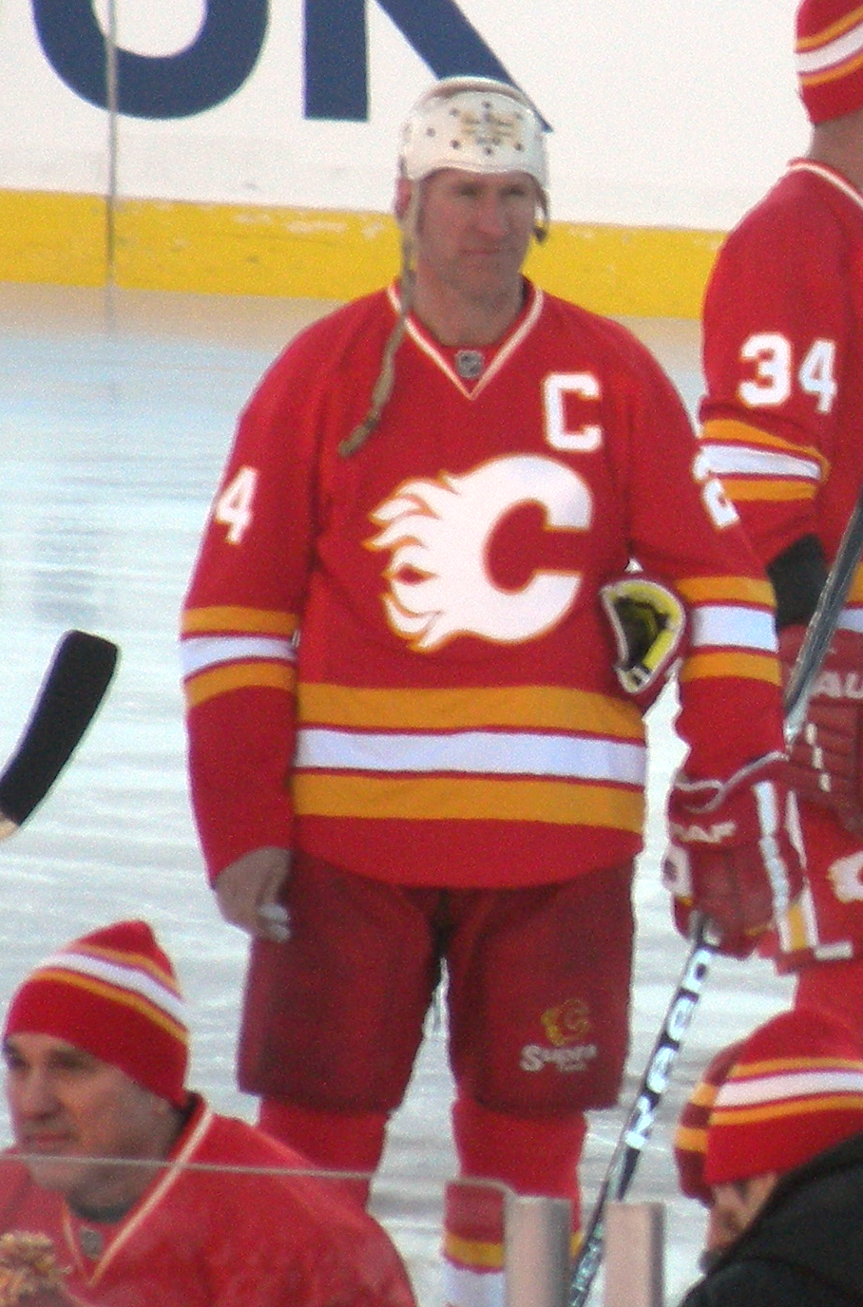
Peplinski beim Legendenspiel im Rahmen des NHL Heritage Classic 2011

Peplinski spielte während seiner Juniorenzeit zwischen 1977 und 1980 für die Toronto Marlboros in der Ontario Major Junior Hockey League. In den drei Jahren bei den Marlboros absolvierte der Stürmer insgesamt 211 Spiele und wurde während dieser Zeit im NHL Entry Draft 1979 in der vierten Runde an 75. Position von den Atlanta Flames aus der National Hockey League ausgewählt.
Nachdem das Franchise der Atlanta Flames vor der Saison 1980/81 ins kanadische Calgary umgesiedelt worden war, wechselten auch Peplinskis Spielerrechte an die nun in Calgary beheimateten Flames. Peplinski gelang gleich in seiner Rookiesaison der Sprung in den Stammkader und bestritt alle 80 Saisonpartien. Dabei gelangen ihm 38 Scorerpunkte. Sein zweites Jahr knüpfte nahtlos an sein Premierenjahr an. Er verbesserte seine Punktausbeute auf 67 Punkte in 74 Spielen – ein Karrierebestwert, ebenso wie die 30 erzielten Tore. Zwar konnte der Stürmer in den folgenden Jahren nicht mehr an diese Marke anknüpfen, doch entwickelte er sich zu einem unverzichtbaren Bestandteil des Flames-Kaders. Seine außerordentlichen Verdienste – vor allem aber sein besonderes soziales oder gesellschaftliches Engagement – bescherten ihm am Ende der Spielzeit 1983/84 die Auszeichnung mit dem Charlie Conacher Humanitarian Award. Peplinski war zugleich der letzte Rezipient des Awards. Des Weiteren erhielt der Angreifer mit Beginn der Saison 1984/85 für die folgenden fünf Spielzeiten das Amt des Mannschaftskapitäns. Diesen Posten teilte er sich zunächst mit Doug Risebrough und später mit Tim Hunter.
Peplinskis Amtszeit als Kapitän sollte in der Folge die erfolgreichste Zeit des kanadischen Teams sein. In der Saison 1985/86 erreichten die Flames erstmals in der Franchise-Geschichte das Finale um den Stanley Cup, wo sie allerdings den Canadiens de Montréal nach Spielen mit 1:4 unterlagen. Drei Jahre später war das zweite Erreichen der Finalserie von Erfolg gekrönt, als die Flames sich erfolgreich an den Canadiens revanchierten. Peplinksi erlebte das entscheidende Spiel jedoch von der Tribüne, da er vom damaligen Trainer Terry Crisp aus dem Kader gestrichen worden war. Nachdem der Stürmer während seiner ersten neun NHL-Spielzeiten nur insgesamt 21 Spiele verpasst hatte – darunter fünf Stück aufgrund der Teilnahme an den Olympischen Winterspielen 1988 –, ließ er nach dem Gewinn des Cups seine Karriere langsam ausklingen. Zu Beginn der Saison 1989/90 absolvierte er noch einmal sechs Spiele für Calgary, ehe er im Alter von 29 Jahren zurücktrat.
In der Folge arbeitete er als TV-Experte für die Eishockey-Übertragungen von Hockey Night in Canada des Senders CBC. In der Saison 1994/95 wagte der Stürmer noch einmal ein kurzlebiges Comeback bei den Flames, welches aber auch nur sechs Spiele andauerte.

### International
Auf internationaler Ebene spielte Peplinski für sein Heimatland im Rahmen des olympischen Eishockeyturniers bei den Olympischen Winterspielen 1988 in seiner Wahlheimat Calgary. Die Kanadier belegten in der Finalrunde den vierten Platz und blieben somit ohne Medaille. Peplinski bereitete in sieben Turniereinsätzen einen Treffer vor und erhielt sechs Strafminuten.

## Erfolge und Auszeichnungen
- 1984 Charlie Conacher Humanitarian Award
- 1989 Stanley-Cup-Gewinn mit den Calgary Flames

## Karrierestatistik

### International
Vertrat Kanada bei:
- Olympischen Winterspielen 1988

(Legende zur Spielerstatistik: Sp oder GP = absolvierte Spiele; T oder G = erzielte Tore; V oder A = erzielte Assists; Pkt oder Pts = erzielte Scorerpunkte; SM oder PIM = erhaltene Strafminuten; +/− = Plus/Minus-Bilanz; PP = erzielte Überzahltore; SH = erzielte Unterzahltore; GW = erzielte Siegtore; 1 Play-downs/Relegation; Kursiv: Statistik nicht vollständig)